# Ermita del Santo Cristo (Talaván)
La Ermita del Santo Cristo (o Capilla del Cementerio Viejo) es un antiguo templo de culto católico, situado en la localidad cacereña de Talaván, Comunidad Autónoma de Extremadura, España. En el siglo XIX, parte de su interior fue utilizado como cementerio municipal hasta 1928, quedando abandonada y en proceso de ruina desde entonces.
Desde 2013 está incluida en la lista roja de patrimonio en peligro de Hispania Nostra por su estado de abandono y sus derrumbes.

## Ermita

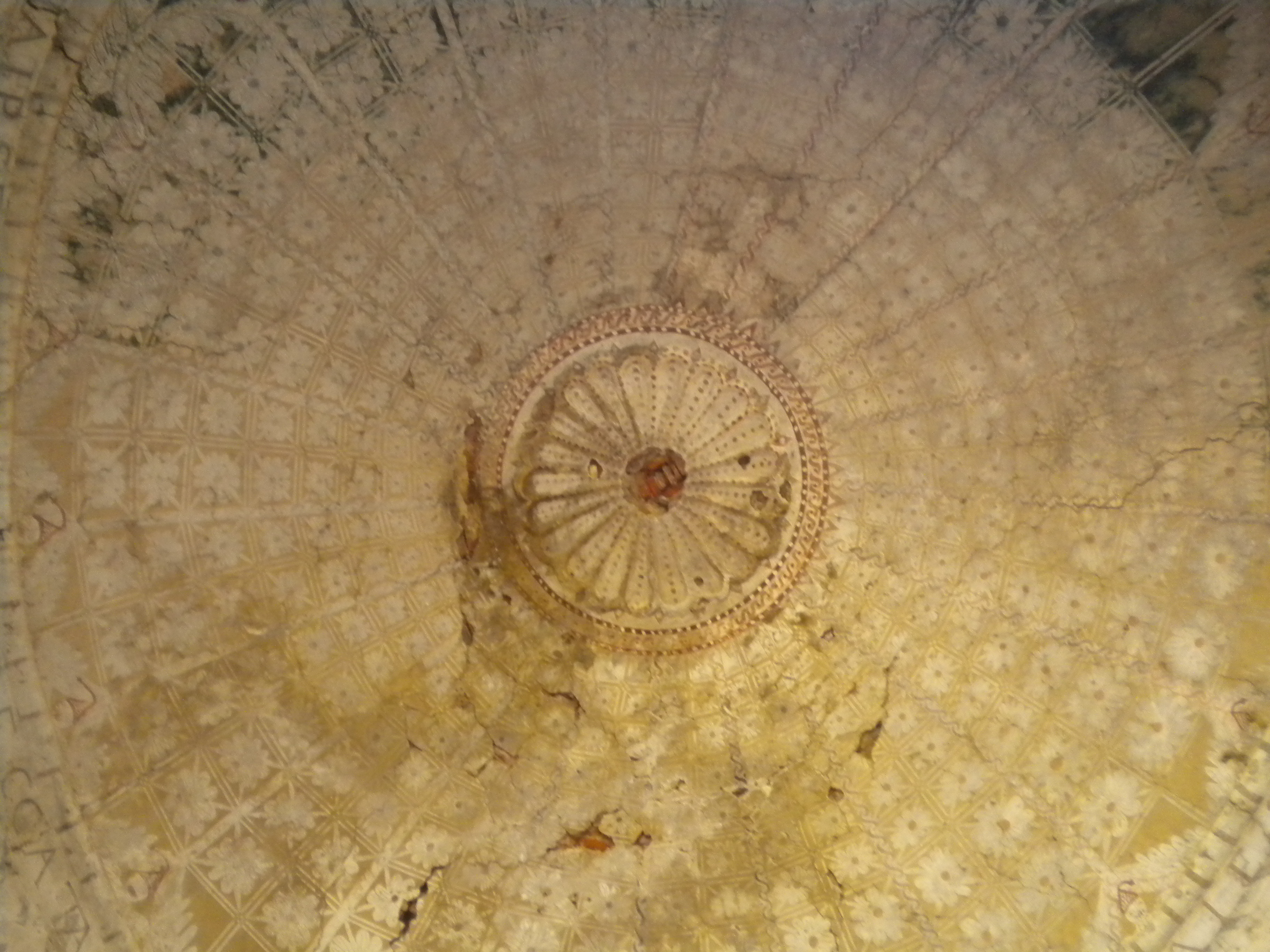
Bóveda con esgrafiados en la capilla mayor

La ermita se encuentra a las afueras del actual núcleo urbano, aunque lindando con él, encontrándose muy cerca de la iglesia parroquial. La construcción del edificio, de carácter popular, está realizada en mampostería en su mayor parte, utilizando ladrillo en algunos arcos de vanos o de descarga del muro, así como en la bóveda de la capilla mayor, siguiendo la arquitectura tradicional del territorio. Consta de una sola nave de dos tramos más el presbiterio, el cual tiene adosada una pequeña capilla o sacristía al norte. Los tramos se separan con arcos diafragma de medio punto, que al exterior tienen contrafuertes y que sostendrían la cubierta a dos aguas que se adivina, pero que no existe actualmente. El acceso se encuentra abierto al oeste, aunque existe cegada lo que pudo ser otra puerta en el muro norte. También aparecen cegadas otras dos ventanas a cada lado del acceso oeste.
La capilla mayor tiene una planta tendente al hexágono, pero cubierta con bóveda de ladrillo, que al exterior se remata con una pirámide del mismo material. El techo de la capilla es una especie de bóveda vaída sobre pechinas que ni siquiera consigue una circunferencia perfecta.
La ermita, en avanzado estado de abandono y deterioro, ocultaba la pobreza de sus materiales con esgrafiados, típicos de la zona, creando diversos motivos decorativos. Todavía es posible descubrir en los maltrechos muros, especialmente en la capilla mayor, los restos de esgrafiado, que en algunas zonas han quedado ocultos por intervenciones posteriores o han desaparecido por la acción del tiempo.

### Decoración en esgrafiado
Los restos de esgrafiado que mejor se pueden distinguir en la actualidad son los de la capilla mayor. Hay restos de policromía rojiza y azulada, aunque esta última se distingue en contados puntos. La bóveda tiene en el centro una especie de gran florón, mientras que el resto de la cubierta tiene una secuencia radial de florones inscritos en cuadrículas. En la parte baja de la bóveda, con lo que sería la línea de imposta, se reproducen 21 personajes alados con expresión extraña, que enseñan una dentadura afilada y visten una especie de capirote. Su extraña apariencia ha dado lugar a múltiples interpretaciones.
Bajo estos personajes aparece la fecha de 15 de marzo de 1628, así como una inscripción en latín que se refiere a un salmo del Antiguo Testamento, en concreto al Profeta Isaías (53, 7), que están en consonancia con la advocación de la ermita a Cristo:

OBLATUS EST QUIA IPSE VOLUIT… ET PECCATA NOSTRA IPSE PORTAVIT

La cita viene a decir algo como: Fue ofrecido porque Él lo quiso, y Él cargó con nuestros pecados.

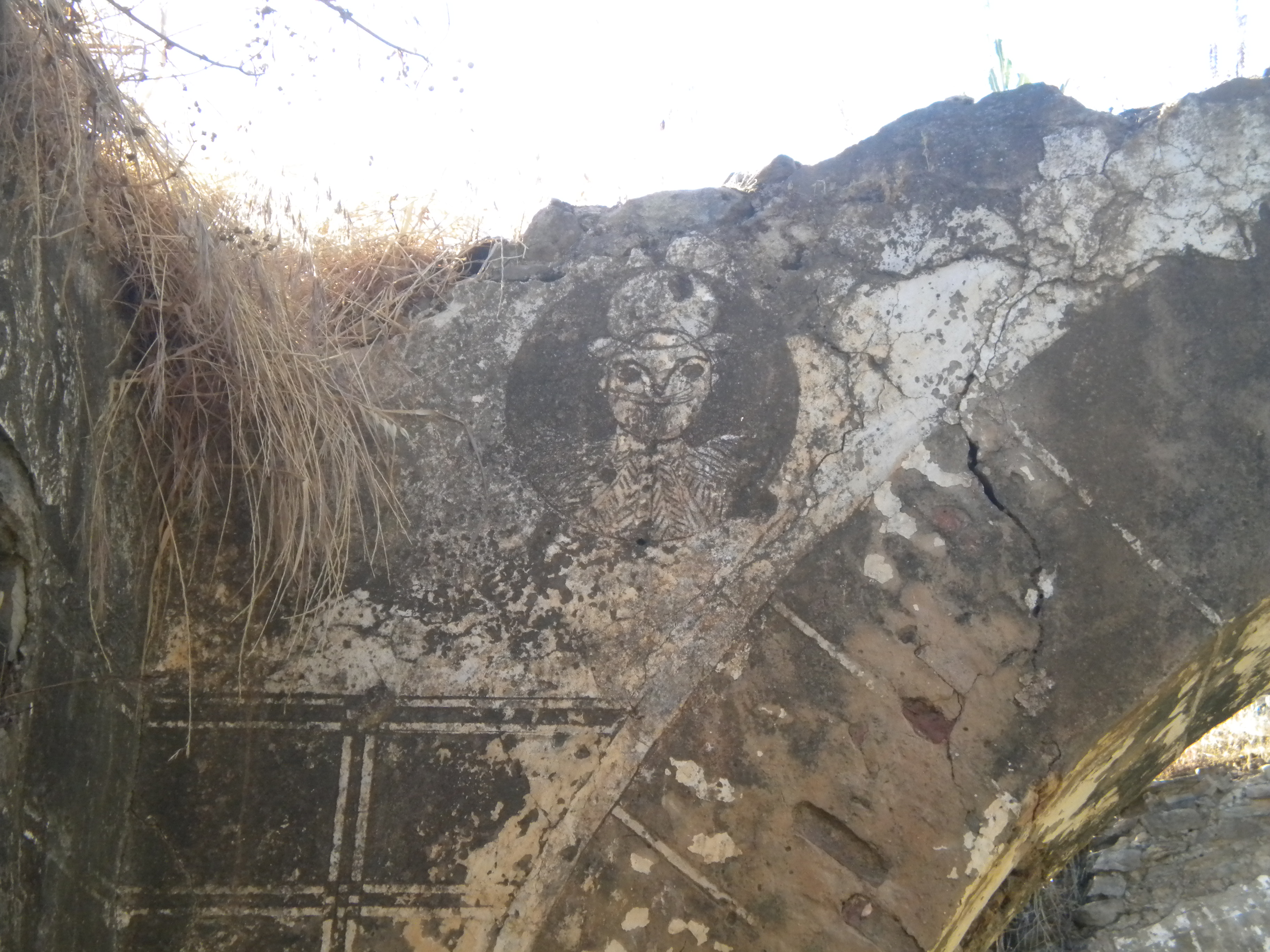
Figura en esgrafiado que representa a un hombre con unos rasgos felinos

Por debajo de la inscripción encontramos una especie de querubines mezclados con motivos vegetales, que van mostrando en rondeles los elementos de la Pasión de Cristo, aunque no todos se han conservado. En el resto de los muros de la capilla parece que repite el dibujo en damero de la cúpula. En la hornacina del altar se adivina, con dificultad, pinturas con una cruz, gotas de sangre y estrellas, que estarán relacionadas con la dedicación de la ermita al Santo Cristo.
En el resto de la nave aún se mantienen algunos restos figurativos de esgrafiado, como un par de rondeles con figuras humanas en las enjutas de los arcos diafragma. Representan a un hombre y a una mujer, aunque su carácter popular ha dado lugar a unas formas un tanto curiosas en su representación, ofreciendo en el caso del varón un aspecto casi felino.

## Historia
En un documento de 1790 se habla de la existencia de una ermita dedicada al Cristo del Egido, donde además se cita que se reúnen los que componen el ayuntamiento de la localidad. Seguramente se refiera a la ermita del Santo Cristo que tratamos. En dicho documento habla ya del estado ruinoso de la ermita.

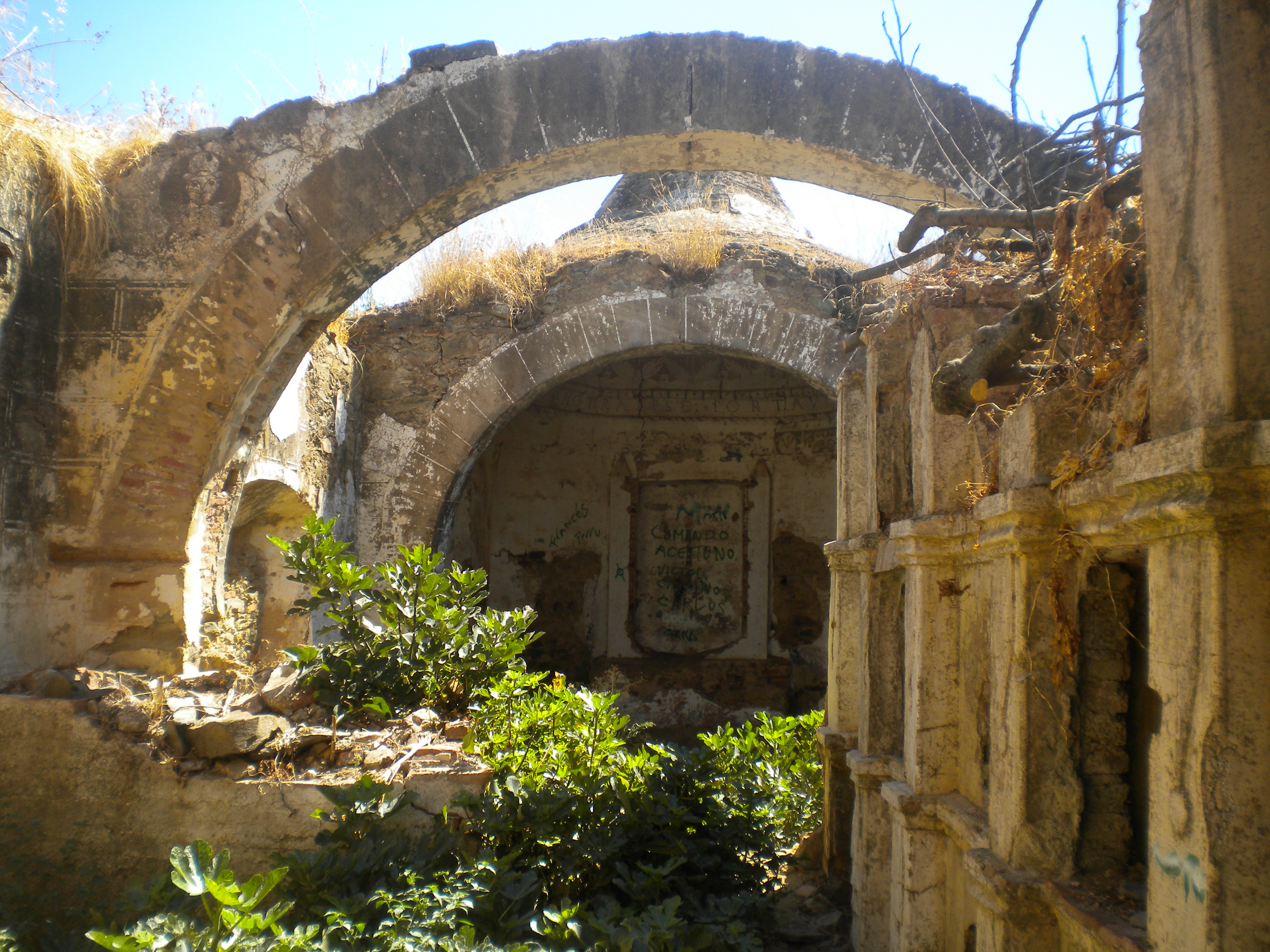
Interior de la ermita en la actualidad, observando a la derecha los nichos que se usaron en su etapa como cementerio municipal

Será en el siglo XIX cuando se dé un nuevo uso a la antigua ermita, al destinarse a cementerio municipal de la villa. Parte de la nave del templo se utilizó como camposanto, al construir nichos para albergar los nuevos enterramientos, mientras que la capilla mayor se utilizaría para el culto del recinto. Este cementerio se mantuvo activo hasta la construcción del actual, más alejado del núcleo urbano, y que se abrió en 1928. 
Desde entonces, el abandono y el olvido han hecho que la antigua ermita se vaya deteriorando y haya permanecido sin uso alguno, creciendo en su interior la vegetación, especialmente una gran higuera, y siendo objeto de vandalismo. En el año 2012, a raíz del interés que suscitó en determinados medios de comunicación los esgrafiados de la ermita, se dio a conocer mejor su existencia y se empezaron a promover intentos por recuperarla, aunque no se han dado pasos en firme para su restauración. La ermita se encuentra en estado ruinoso y ha sido incluida en la Lista Roja del Patrimonio elaborado por Hispania Nostra.

## Hipótesis sobre los ángeles de la ermita

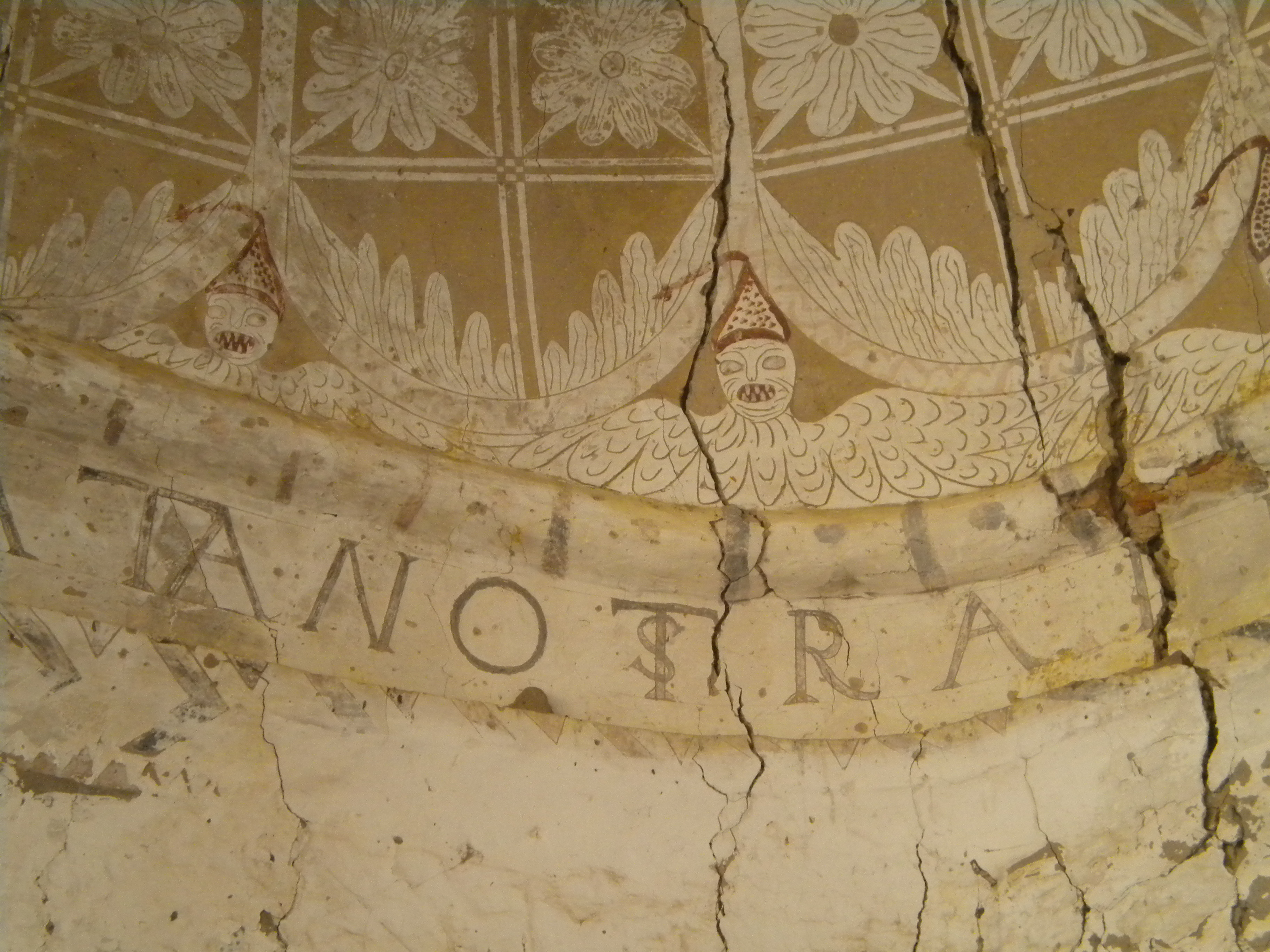
Esgrafiados de la bóveda que han dado lugar a diversas interpretaciones

El carácter popular y singular de los personajes representados en los esgrafiados de la ermita ha generado interés y diversas interpretaciones en cuanto a su significado. Medios regionales, como el diario Hoy, o el programa de televisión Cuarto milenio de Cuatro, se hicieron eco de los extraños personajes que permanecen plasmados en la bóveda. Mientras que para algunos son ángeles malos, por sus alas y su expresión agresiva, otros, como el escritor Sebastián Vázquez, los relaciona con almas del purgatorio, que no podrían considerarse como demonios al estar alados. Este autor establece una influencia de los templarios, aunque la zona pertenecía desde la Edad Media a la Orden de Alcántara, no al Temple para aquellas fechas. El experto Antonio Piñero, por un lado, señala que son demonios, de acuerdo con el salmo de Isaías que aparece bajo los personajes. Piñero dice que, cada vez que aparece este salmo de Isaías, lo que representa son luchas contra el demonio, pudiendo tratarse de un rito apotropaico, un rechazo o defensa ante un adversario del que posees su esencia al dibujarlo. El profesor Francisco Sánchez Lomba, por otro lado, comenta que la primera frase es del salmo de Isaías, pero que la segunda, tradicionalmente, se añade en la liturgia cristiana desde tiempos remotos. Así aparece en el crucero templario de Mértola (Portugal).
Gabriel Cusac, por su parte, ha clasificado a los extraños personajes como réprobos, unos condenados a la pena eterna, pero alados en su condición de seres espirituales. Esta opinión es compartida por Roberto Domínguez Blanca, quien, desde el Centro de Estudio Bejaranos, ha realizado un informe más pormenorizado de los esgrafiados de la ermita.